# Piper rupununianum
Piper rupununianum är en pepparväxtart som beskrevs av Trel. & Yunck.. Piper rupununianum ingår i släktet Piper och familjen pepparväxter. Inga underarter finns listade i Catalogue of Life.